# نظام إنشائي
يمكن تقسيم غالبية المنشآت من حيث السلوك الاستاتيكي Static Behavior, والتي تختلف طريقة التكوين وانتقال الأحمال إلى الأنواع التالية:
1- نظام الحوائط الحاملة Load Bearing Wall.
2- النظام الهيكلي الإنشائي Skeleton System, وينقسم إلى ثلاثة أنواع:
أ) الهيكل الإنشائي البسيط. وهو الشائع الاستخدام.
ب) الهياكل الإطارية Frames.
ت) الجمالونات Trusses.
3- النظام الإنشائي المركب.
4- الإنشاء على هيئة علب إطارية Box-Frame Structure.
5- المنشآت الفراغية Space Structure.
6- نظام القشريات Shell Structure.
7- النظام الإنشائي المعلق Tensile Structure.

## البحر الطويل Long Span
الهياكل التي لها بحر أكبر من 20 م يمكن اعتبارها هياكل ببحر طويل.

### المواد المناسبة للأشكال المختلفة لهياكل البحر الطويل
1. الخرسانة المسلحة بما فيها مسبقة الصنع.
2. جميع المعادن (مثل الصلب الهيكلي والصلب غير القابل للصدأ أو سبائك الألومنيوم
3. كل أنواع الخشب.
4. الخشب الرقائقي
5. المعادن / RC المخلوط (Metal/RC combined)
6. المواد النسيجية المغلفة بالبلاستيك (Plastic-coated Textile material)
7. اللدائن المدعمة بألياف (Fiber reinforced plastic)